# 特定ガス消費機器の設置工事の監督に関する法律
特定ガス消費機器の設置工事の監督に関する法律（とくていがすしょうひききのせっちこうじのかんとくにかんするほうりつ、昭和54年5月10日法律第33号）は、特定ガス消費機器の設置または変更の工事の欠陥に係るガスによる災害の発生を防止するため、これらの工事の事業を行う者の工事監督の義務等に関する日本の法律である。

## 資格
- ガス消費機器設置工事監督者